# Omar El Said
Omar El Said (tiếng Ả Rập: عمر السعيد; sinh ngày 23 tháng 6 năm 1990) là một cầu thủ bóng đá người Ai Cập hiện tại thi đấu ở vị trí tiền đạo trung tâm cho câu lạc bộ Ai Cập Wadi Degla. El Said ghi 5 bàn trong 4 trận đầu tiên ở Giải bóng đá ngoại hạng Ai Cập 2017–18, giúp anh trở thành cầu thủ ghi nhiều bàn thắng nhất tại thời điểm đó.

## Wadi Degla
Omar ký hợp đồng 3 năm cùng với Wadi Degla SC vào ngày 26 tháng 1 năm 2018 với mức giá khoảng 2 triệu EGP.